# Pomaderris
Pomaderris es un género de arbustos perteneciente a la familia Rhamnaceae. Se encuentra en Australia.

## Descripción
Son arbustos o pequeños árboles. Las hojas bien desarrolladas, no suculentas, sin espinas. Alcanza un tamaño de 4,5 m de altura. Las hojas, coriáceas, pecioladas, simples, no peltadas. Lámina de la hoja entera; plana, ovalada o alargada, o elíptica (o emarginado); veteado pinnado. Hojas con estípulas escamosas, caduca.  Las plantas son hermafroditas.  El fruto es un esquizocarpo con una semillas  por lóculo.

## Especies seleccionadas
- Pomaderris adnata - NSW, Australia
- Pomaderris andromedifolia - eastern Australia
- Pomaderris angustifolia - eastern Australia
- Pomaderris apetala
- Pomaderris argyrophylla - eastern Australia
- Pomaderris aspera,  eastern Australia, Tasmania
- Pomaderris betulina - southeastern Australia
- Pomaderris bodalla - southeastern Australia
- Pomaderris brogoensis - southeastern Australia
- Pomaderris brunnea,  - southeastern Australia
- Pomaderris cinerea - southeastern Australia
- Pomaderris cocoparrana - southeastern Australia
- Pomaderris costata - southeastern Australia
- Pomaderris cotoneaster,  - southeastern Australia
- Pomaderris crassifolia - eastern Australia
- Pomaderris delicata - southeastern Australia
- Pomaderris discolor - eastern Australia
- Pomaderris elachophylla, - southeastern Australia, Tasmania
- Pomaderris elliptica - southeastern Australia, Tasmania
- Pomaderris eriocephala - southeastern Australia
- Pomaderris ferruginea - eastern Australia
- Pomaderris gilmourii - southeastern Australia
- Pomaderris graniticola - eastern Australia
- Pomaderris hamiltonii - New Zealand
- Pomaderris helianthemifolia - eastern Australia
- Pomaderris intermedia - southeastern Australia, Tasmania
- Pomaderris kumeraho - New Zealand
- Pomaderris lanigera - eastern Australia
- Pomaderris ledifolia, - eastern Australia
- Pomaderris ligustrina - eastern Australia
- Pomaderris mediora - NSW, Australia
- Pomaderris nitidula - eastern Australia
- Pomaderris notata - eastern Australia
- Pomaderris oraria -   Australia
- Pomaderris pallida - southeastern Australia
- Pomaderris paniculosa -  - southern Australia, Tasmania
- Pomaderris parrisiae - southeastern Australia
- Pomaderris pauciflora - southeastern Australia
- Pomaderris phylicifolia - southeastern Australia, Tasmania, New Zealand
- Pomaderris pilifera - southeastern Australia, Tasmania
- Pomaderris precaria - NSW, Australia
- Pomaderris prunifolia - eastern Australia, New Zealand
- Pomaderris queenslandica - eastern Australia
- Pomaderris reperta - NSW, Australia
- Pomaderris rugosa - New Zealand
- Pomaderris sericea, - southeastern Australia
- Pomaderris subcapitata - southeastern Australia
- Pomaderris subplicata - Victoria, Australia
- Pomaderris vacciniifolia, - Victoria, Australia
- Pomaderris vellea - eastern Australia
- Pomaderris velutina - southeastern Australia, Tasmania
- Pomaderris virgata, - southeastern Australia